# 银叶藤
银叶藤（学名：Desmodium uncinatum）为豆科山蚂蝗属下的一个种。

## 扩展阅读
- 維基物種上的相關：银叶藤